# Bulgaria en los Juegos Olímpicos de Lake Placid 1980
Bulgaria estuvo representada en los Juegos Olímpicos de Lake Placid 1980 por un total de 8 deportistas que compitieron en 3 deportes.  
El portador de la bandera en la ceremonia de apertura fue el esquiador alpino Petar Popanguelov.

## Medallistas
El equipo olímpico búlgaro obtuvo las siguientes medallas:
| Nombre       | Deporte        | Competición |
| ------------ | -------------- | ----------- |
| Oro          |                |             |
| —            |                |             |
| Plata        |                |             |
| —            |                |             |
| Bronce       |                |             |
| Ivan Lebanov | Esquí de fondo | 30 km M     |